# БСК Лайонз
«БСК Лайонз» (фр. BCC Lions) — нигерийский футбольный клуб из Гбоко. Выступает в чемпионате Нигерии. Основан в 1982 году. Домашние матчи проводит на стадионе «Тарка», вмещающем 15 000 зрителей. 

## История
В начале 1990-х годов команда была одной из доминирующих команд в лиге. Они были понижены в классе в 1998 году. Проведя шесть лет в низших лигах, они постепенно потеряли своих болельщиков, базу и финансовую поддержку. Несмотря на 2,5 млн помощи от губернатора Георгия Акуме в 2002 году, и ещё миллион от «Guilder Brewing» двумя годами позже, клуб был распущен в 2004 году.
Попытка возродить команду началась в ноябре 2007 года. В сентябре 2008 года Алико Данготе, председатель совета БСК, объявил, что есть 110 млн. найр, чтобы официально заявиться на участие в сезоне 2008/09.

## Достижения
- Чемпион Нигерии (1): 1994
- Кубок Нигерии (4): 1989, 1993, 1994, 1997
- Кубок обладателей Кубков КАФ (1): 1990

## Выступления в соревнованиях КАФ
- Лига чемпионов КАФ: 1 раз

1995 - Второй раунд
- Кубок обладателей Кубков КАФ: 4 раза

1990 - Чемпион
1991 - Финалист
1994 - Четвертьфиналист
1998 - Первый раунд